# Anthaxia hornburgi
Anthaxia hornburgi es una especie de escarabajo del género Anthaxia, familia Buprestidae. Fue descrita científicamente por Bílý en 2008.